# 1993-as Formula–1 spanyol nagydíj
A spanyol nagydíj volt az 1993-as Formula–1 világbajnokság ötödik futama.

## Futam
Spanyolországban is a Williamsek indultak az első rajtsorból (Prost Hill előtt), Senna a harmadik, Schumacher a negyedik helyről indult.
A rajtnál Hill megelőzte csapattársát, de Prost a 11. körben visszavette a vezetést, majd a boxkiállások során tovább növelte előnyét. Schumacher Senna támadása közben kicsúszott a kavicságyba, amivel 15 másodpercet veszített, de helyezést nem. Eközben Prost autója időnként vezethetetlenné vált. Hill 2 másodpercre zárkózott fel Prost mögé, de a 41. körben kiesett motorhiba miatt. Wendlinger egy körrel ezt követően esett ki meghibásodott üzemanyag-rendszere miatt. Prost győzött Senna, Schumacher és Patrese előtt.
| Helyezés | #  | Versenyző            | Csapat/Motor          | Körök | Idő/Kiesés oka    | Rajthely | Pontszám |
| -------- | -- | -------------------- | --------------------- | ----- | ----------------- | -------- | -------- |
| 1        | 2  | Alain Prost          | Williams-Renault      | 65    | 1:32:27,685       | 1        | 10       |
| 2        | 8  | Ayrton Senna         | McLaren-Ford          | 65    | +16,873           | 3        | 6        |
| 3        | 5  | Michael Schumacher   | Benetton-Ford         | 65    | +27,125           | 4        | 4        |
| 4        | 6  | Riccardo Patrese     | Benetton-Ford         | 64    | +1 kör            | 5        | 3        |
| 5        | 7  | Michael Andretti     | McLaren-Ford          | 64    | +1 kör            | 7        | 2        |
| 6        | 28 | Gerhard Berger       | Ferrari               | 63    | +2 kör            | 11       | 1        |
| 7        | 26 | Mark Blundell        | Ligier-Renault        | 63    | +2 kör            | 12       |          |
| 8        | 23 | Christian Fittipaldi | Minardi-Ford          | 63    | +2 kör            | 20       |          |
| 9        | 20 | Érik Comas           | Larrousse-Lamborghini | 63    | +2 kör            | 14       |          |
| 10       | 10 | Szuzuki Aguri        | Footwork-Mugen-Honda  | 63    | +2 kör            | 19       |          |
| 11       | 15 | Thierry Boutsen      | Jordan-Hart           | 62    | +3 kör            | 21       |          |
| 12       | 14 | Rubens Barrichello   | Jordan-Hart           | 62    | +3 kör            | 17       |          |
| 13       | 9  | Derek Warwick        | Footwork-Mugen-Honda  | 62    | +3 kör            | 16       |          |
| 14       | 11 | Alessandro Zanardi   | Lotus-Ford            | 60    | Motorhiba         | 15       |          |
| Kiesett  | 30 | Jyrki Järvilehto     | Sauber                | 53    | Motorhiba         | 9        |          |
| Kiesett  | 22 | Luca Badoer          | Lola-Ferrari          | 43    | Túlmelegedés      | 22       |          |
| Kiesett  | 29 | Karl Wendlinger      | Sauber                | 42    | Üzemanyagrendszer | 6        |          |
| Kiesett  | 4  | Andrea de Cesaris    | Tyrrell-Yamaha        | 42    | Kizárva           | 24       |          |
| Kiesett  | 0  | Damon Hill           | Williams-Renault      | 41    | Motorhiba         | 2        |          |
| Kiesett  | 27 | Jean Alesi           | Ferrari               | 40    | Motorhiba         | 8        |          |
| Kiesett  | 24 | Fabrizio Barbazza    | Minardi-Ford          | 37    | Kicsúszás         | 25       |          |
| Kiesett  | 19 | Philippe Alliot      | Larrousse-Lamborghini | 26    | Erőátvitel        | 13       |          |
| Kiesett  | 25 | Martin Brundle       | Ligier-Renault        | 11    | Kicsúszás         | 18       |          |
| Kiesett  | 3  | Katajama Ukjó        | Tyrrell-Yamaha        | 11    | Kicsúszás         | 23       |          |
| Kiesett  | 12 | Johnny Herbert       | Lotus-Ford            | 2     | Felfüggesztés     | 10       |          |
| NK       | 21 | Michele Alboreto     | Lola-Ferrari          |       |                   |          |          |

## A világbajnokság élmezőnyének állása a verseny után
| H  | Versenyzők         | Pont | H  | Konstruktőrök    | Pont |
| -- | ------------------ | ---- | -- | ---------------- | ---- |
| 1. | Alain Prost        | 34   | 1. | Williams-Renault | 46   |
| 2. | Ayrton Senna       | 32   | 2. | McLaren-Ford     | 34   |
| 3. | Michael Schumacher | 14   | 3. | Benetton-Ford    | 19   |
| 4. | Damon Hill         | 12   | 4. | Ligier-Renault   | 10   |
| 5. | Mark Blundell      | 6    | 5. | Lotus-Ford       | 7    |

## Statisztikák
Vezető helyen:
- Damon Hill: 10 (1-10)
- Alain Prost: 55 (11-65)

Alain Prost 47. (R) győzelme, 25. pole-pozíciója, Michael Schumacher 4. leggyorsabb köre.
- Williams 64. győzelme.